# Supercoppa italiana 2018 (pallacanestro in carrozzina)
La Supercoppa italiana 2018 è la 18ª Supercoppa italiana di pallacanestro in carrozzina.
La partita è stata disputata il 27 ottobre 2018 presso il Palazzetto dello sport di Porto Sant'Elpidio tra la Briantea 84 Cantù, campione d'Italia 2017-18 e vincitrice della Coppa Italia 2018 e il Santo Stefano Sport finalista di Coppa Italia 2018. 

## Finale
| Porto Sant'Elpidio 27 ottobre 2018, ore 10:30 UTC+1 | Briantea 84 Cantù | 78 – 45 (21-11, 38-17, 55-28) referto                                                                                                 | Santo Stefano | Palazzetto dello sport |
| \| \| \| \| \| Berdun 26 Carossino 11 Santorelli 10 \| Punti \| 12 Giaretti 8 Ghione, Ruiz 5 Mehiaoui \| \| 4 Papi• 5 Geninazzi• 7 Raourahi• 10 Santorelli• 12 Sagar• 13 Perez• 14 Berdun• 16 Morato• 19 De Prisco• 20 Bassoli• 22 Carossino• 26 De Maggi \| Formazioni \| 6 Schiera• 7 Ghione• 8 Tanghe• 9 Biondi• 11 Ruiz• 12 Feltrin• 13 Saaid• 16 Giaretti• 23 Mehiaoui• 28 Boccacci• 29 Bedzeti• 32 Bianchi \| \| Marco Bergna \| Allenatori \| Roberto Ceriscioli \| |                   | |               |                        |
| |                   | |               |                        |
| Berdun 26 Carossino 11 Santorelli 10 | Punti             | 12 Giaretti 8 Ghione, Ruiz 5 Mehiaoui                                                                                                 |               |                        |
| 4 Papi• 5 Geninazzi• 7 Raourahi• 10 Santorelli• 12 Sagar• 13 Perez• 14 Berdun• 16 Morato• 19 De Prisco• 20 Bassoli• 22 Carossino• 26 De Maggi | Formazioni        | 6 Schiera• 7 Ghione• 8 Tanghe• 9 Biondi• 11 Ruiz• 12 Feltrin• 13 Saaid• 16 Giaretti• 23 Mehiaoui• 28 Boccacci• 29 Bedzeti• 32 Bianchi |               |                        |
| Marco Bergna | Allenatori        | Roberto Ceriscioli |               |                        |